# Georges Meuris
Georges Meuris est un footballeur franco-belge international français né le 14 mars 1907 à Forest-lès-Bruxelles (Belgique) et mort le 8 septembre 1984 à Bruges. 
Il évolue principalement à l'Olympique lillois et au Red Star. Ce demi-centre était réputé pour être sobre et énergique. Il termine sa carrière comme entraîneur-joueur au SCO Angers, après-guerre.

## Statistiques
Le tableau ci-dessous retrace la carrière de Georges Meuris en tant que footballeur professionnel

| Saison    | Club                  | Championnat        | Championnat | Championnat | Coupe(s) nationale(s) | Coupe(s) nationale(s) | France | France | Total | Total |
| Saison    | Club                  | Division           | M.          | B.          | M.                    | B.                    | M.     | B.     | M.    | B.    |
| 1932-1933 | Olympique lillois     | Division Nationale | 18          | 0           | 3                     | 0                     | -      | -      | 21    | 0     |
| 1933-1934 | Olympique lillois     | Division 1         | 25          | 2           | 5                     | 0                     | -      | -      | 30    | 2     |
| 1934-1935 | SO Montpellier        | Division 1         | 30          | 0           | 4                     | 0                     | -      | -      | 34    | 0     |
| 1935-1936 | US Valenciennes-Anzin | Division 1         | 27          | 0           | 4                     | 0                     | -      | -      | 31    | 0     |
| 1936-1937 | Red Star Olympique    | Division 1         | 30          | 0           | 4                     | 0                     | 1      | 0      | 35    | 0     |
| 1937-1938 | Red Star Olympique    | Division 1         | 30          | 0           | 4                     | 0                     | -      | -      | 34    | 0     |
| 1938-1939 | Red Star Olympique    | Division 2         | 37          | 1           | 2                     | 0                     | -      | -      | 39    | 1     |
| 1945-1946 | Angers SCO            | Division 2         | 22          | 3           | 3                     | 0                     | -      | -      | 25    | 3     |
| 1946-1947 | Angers SCO            | Division 2         | 22          | 3           | 4                     | 0                     | -      | -      | 26    | 3     |

## Palmarès
- International A en 1937 (1 sélection)
- Champion de France en 1933 (avec l'Olympique lillois)
- Champion de France Zone Nord en 1941 (avec le Red Star)
- Vainqueur de la Coupe de France en 1942 (avec le Red Star)
- Champion de France Amateur en 1943 (avec le SCO Angers)